# Stanisław Orłowski (1868–1923)

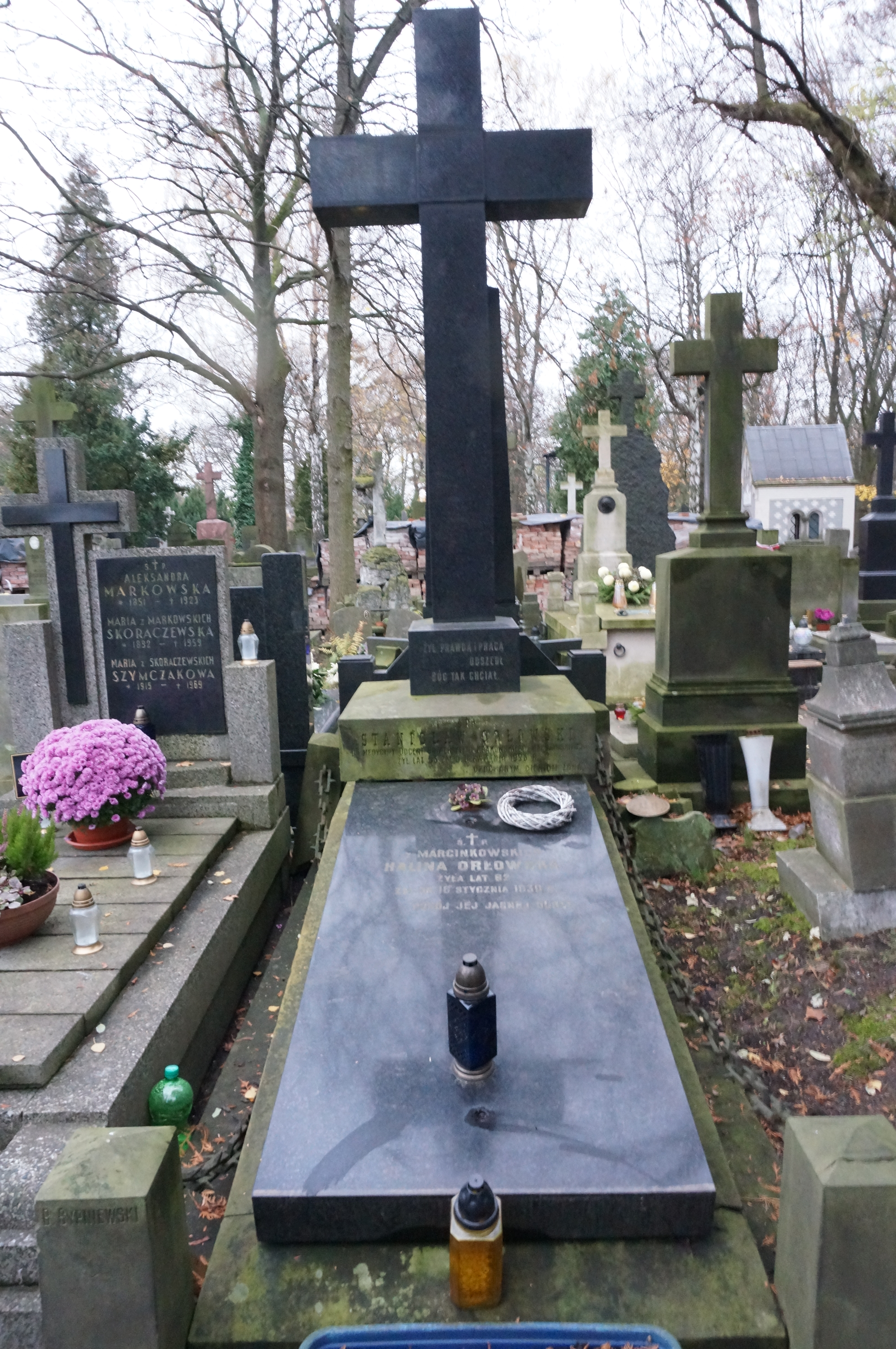
Grób Stanisława Orłowskiego na cmentarzu Powązkowskim

Stanisław Orłowski (ur. 19 września 1868 w Lublinie, zm. 9 kwietnia 1923 w Warszawie) – polski lekarz neurolog i psychiatra, docent neurologii i psychiatrii na Uniwersytecie Warszawskim. Autor pierwszego w języku polskim oryginalnego podręcznika do neurologii Cierpienia układu nerwowego. Choroby nerwów obwodowych. Choroby rdzenia kręgowego.

## Życiorys
Ukończył gimnazjum w rodzinnym mieście w 1886. Dyplom lekarski uzyskał na Uniwersytecie Moskiewskim w roku 1892. Po ukończeniu studiów przez rok przebywał w Wiedniu i uzupełniał wykształcenie w Klinice Psychiatryczno-Neurologicznej Richarda von Krafft-Ebinga oraz w Zakładzie Anatomii i Fizjologii Układu Nerwowego Heinricha Obersteinera. Po powrocie do Moskwy został asystentem Aleksieja Kożewnikowa w Klinice Chorób Nerwowych Uniwersytetu Moskiewskiego. Stopień doktora medycyny uzyskał w roku 1897 na podstawie rozprawy doktorskiej na temat kiły rdzenia. 
Ze względu na narodowość oraz wyznanie katolickie dalszą drogę kariery naukowej w Moskwie przed Orłowskim zamknięto, dlatego zdecydował się w roku 1899 przenieść do Warszawy. Pracował w różnych szpitalach i ambulatoriach na terenie Warszawy publikując jednocześnie kolejne prace naukowe dotyczące zjawiska sugestii i hipnozy. W roku 1906 opublikował pierwszy w języku polskim oryginalny podręcznik neurologii z zastosowaniem mikrofotografii oraz własnoręcznych rycin, za który otrzymał w roku 1909 nagrodę im. Tytusa Chałubińskiego Towarzystwa Lekarskiego Warszawskiego.
W okresie I wojny światowej był konsultantem chorób nerwowych i umysłowych w Warszawskim Lazarecie Miejskim, co pozwoliło mu zebrać i opracować w pracach naukowych materiał dotyczący frontowych urazów psychicznych i ich skutków. Wykładał anatomię i fizjologię na Wydziale Przyrodniczym (1916–1918) a także wstęp do psychologii na Wydziale Humanistycznym (1914–1918) Towarzystwa Kursów Naukowych w Warszawie. 
W roku 1918 uzyskał habilitację na Uniwersytecie Jagiellońskim, którą następnie w roku 1920 decyzją Wydziału Lekarskiego przeniesiono i nadano mu z neurologii i psychiatrii w Uniwersytecie Warszawskim. Przyczynił się istotnie do zaplanowania i odbudowania Wydziału Lekarskiego Uniwersytetu Warszawskiego, a po ewakuacji zaborczych władz rosyjskich aktywnie uczestniczył w pracach Sekcji Szpitalnej Komitetu Obywatelskiego (przemianowanej później na Sekcję Szpitalnictwa i Dobroczynności Publicznej), której zadaniem było organizowanie służby zdrowia w wolnym kraju.
Żonaty z Haliną Marcinkowską (zm. 1939). Pochowany jest na cmentarzu Powązkowskim (kwatera T, rząd 4, miejsce 10).

## Dorobek naukowy
Jest autorem 32 prac naukowych z dziedziny neurologii, psychiatrii i psychologii, częściowo opublikowanych w czasopismach rosyjskich i francuskich, oraz licznych recenzji i wspomnień o zmarłych lekarzach. Zainteresowania naukowe obok wspomnianych już koncentrowały się wokół problematyki sarkomatozy opon i rdzenia, syringomieli, zawiłych obrazów padaczki, surowiczego zapalenia opon mózgowych, anozognozji. Dużą uwagę przykładał do poprawności i piękna języka polskiego w pracach naukowych.

## Wybrane prace
- К учению о сифилисе спинного мозга. Санкт-Петербург: тип. Я. Трей, ценз. 1896
- Syfilis rdzenia. Monografia. Warszawa, 1898
- Suggestya i hypnotyzm. Warszawa, 1902
- O hypnotyzmie leczniczym. Warszawa, 1902
- Cierpienia układu nerwowego. Choroby nerwów obwodowych. Choroby rdzenia kręgowego. Warszawa, 1906
- W sprawie instytutów Wydziału Lekarskiego Uniwersytetu Warszawskiego. Uwagi i dezyderaty. Warszawa, 1915
- Przyczynek do oceny materyału psychopatologicznego z wojny obecnej. „Medycyna i Kronika Lekarska”, 1916
- Psychozy urazowe w Lazarecie Miejskim (1914–1915). Warszawa, 1917
- Prądy objektywizmu w psychologii nowoczesnej. Warszawa, 1917